# Ascidieria
Ascidieria – rodzaj roślin z rodziny storczykowatych (Orchidaceae). Obejmuje 9 gatunków występujących w Azji Południowo-Wschodniej w Tajlandii, na Sumatrze, Borneo i w Malezji Zachodniej.

## Systematyka
Rodzaj sklasyfikowany do podplemienia Eriinae w plemieniu Podochileae, podrodzina epidendronowe (Epidendroideae), rodzina storczykowate (Orchidaceae), rząd szparagowce (Asparagales) w obrębie roślin jednoliściennych.
Wykaz gatunków
- Ascidieria caricifolia (J.J.Wood) J.J.Wood
- Ascidieria cymbidifolia (Ridl.) W.Suarez & Cootes
- Ascidieria grandis (Ridl.) J.J.Wood
- Ascidieria longifolia (Hook.f.) Seidenf.
- Ascidieria maculiflora J.J.Wood
- Ascidieria maculosa Cabactulan, Cootes, M.Leon & R.B.Pimentel
- Ascidieria palawanensis (Ames) W.Suarez & Cootes
- Ascidieria pseudocymbiformis (J.J.Wood) J.J.Wood
- Ascidieria zamboangensis (Ames) W.Suarez & Cootes